# Peripentadenia

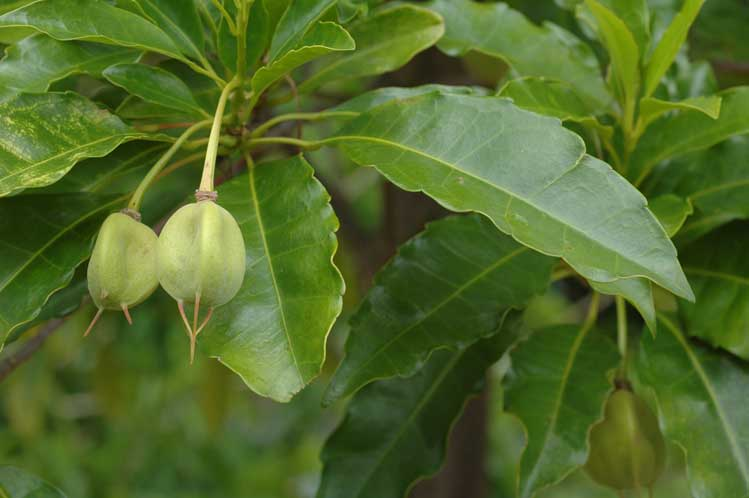
Peripentadenia mearsii

Peripentadenia é um género botânico pertencente à família Elaeocarpaceae.

## Espécies seleccionadas
- Peripentadenia mearsii
- Peripentadenia phelpsii

1. ↑  «Peripentadenia — World Flora Online». www.worldfloraonline.org. Consultado em 19 de agosto de 2020